# 1. Amateurliga Schwarzwald-Bodensee 1964/65
Die 1. Amateurliga Schwarzwald-Bodensee 1964/65 war die fünfte Spielzeit der gemeinsamen Spielklasse des Württembergischen Fußballverband und des Südbadischen Fußballverbandes. Es war zugleich die fünfzehnte Saison der 1. Amateurliga Württemberg und der 1. Amateurliga Südbaden und die fünfte Spielzeit, in der in Württemberg in den beiden Staffeln Nordwürttemberg und Schwarzwald-Bodensee und in Südbaden in den beiden Staffeln Südbaden und Schwarzwald-Bodensee gespielt wurde. Die Meisterschaft der Schwarzwald-Bodensee-Liga gewann wie in der Vorsaison der FV Ebingen, scheiterte aber erneut in der Aufstiegsrunde zur Regionalliga Süd.
Die Mannschaften von SpVgg 08 Schramberg und TSV Meckenbeuren stiegen in die 2. Amateurliga Württemberg ab, der FC Radolfzell in die 2. Amateurliga Südbaden Staffel III.

## Abschlusstabelle
| Rang | Verein               | Spiele | Tore   | Punkte |
| ---- | -------------------- | ------ | ------ | ------ |
| 01.  | FV Ebingen (M)       | 30     | 73:030 | 44:16  |
| 02.  | VfR Schwenningen     | 30     | 70:041 | 42:18  |
| 03.  | FC 08 Villingen      | 30     | 59:029 | 39:21  |
| 04.  | FC Tailfingen        | 30     | 74:037 | 37:23  |
| 05.  | VfB Friedrichshafen  | 30     | 57:047 | 36:24  |
| 06.  | FC 08 Tuttlingen (N) | 30     | 55:054 | 32:28  |
| 07.  | Olympia Laupheim     | 30     | 47:052 | 31:29  |
| 08.  | FC Hechingen         | 30     | 62:050 | 29:31  |
| 09.  | SC Schwenningen      | 30     | 53:052 | 29:31  |
| 10.  | SpVgg Lindau         | 30     | 44:045 | 29:31  |
| 11.  | FC Wangen 05         | 30     | 55:048 | 28:32  |
| 12.  | FV Ravensburg        | 30     | 38:044 | 27:33  |
| 13.  | FC Singen 04         | 30     | 43:055 | 26:34  |
| 14.  | SpVgg 08 Schramberg  | 30     | 54:070 | 25:35  |
| 15.  | FC Radolfzell (N)    | 30     | 45:098 | 17:43  |
| 16.  | TSV Meckenbeuren (N) | 30     | 29:106 | 09:51  |

| (M) | Meister 1963/64                            |
| (N) | Aufsteiger aus den 2. Amateurligen 1963/64 |